# Piteå
För andra betydelser av ordet Piteå eller Pite, se Piteå (olika betydelser).
Piteå (pitemål: Pe`it, lulesamiska: Bihtám, umesamiska Byöhđame; finska: Piitime) är en tätort och centralort i Piteå kommun, Norrbotten. Piteå är Sveriges 58:e största tätort med 23 326 invånare av kommunens totalt 42 116 invånare (2018).
Piteå är en turist- och sommarstad som svarar för cirka hälften av sommarturismen i Norrbotten. I Piteå byggs just nu Europas största landbaserade vindkraftpark, Markbygden. Piteå är även känt för ortens dialekt, pitemål och för maträtten pitepalt.

## Historik

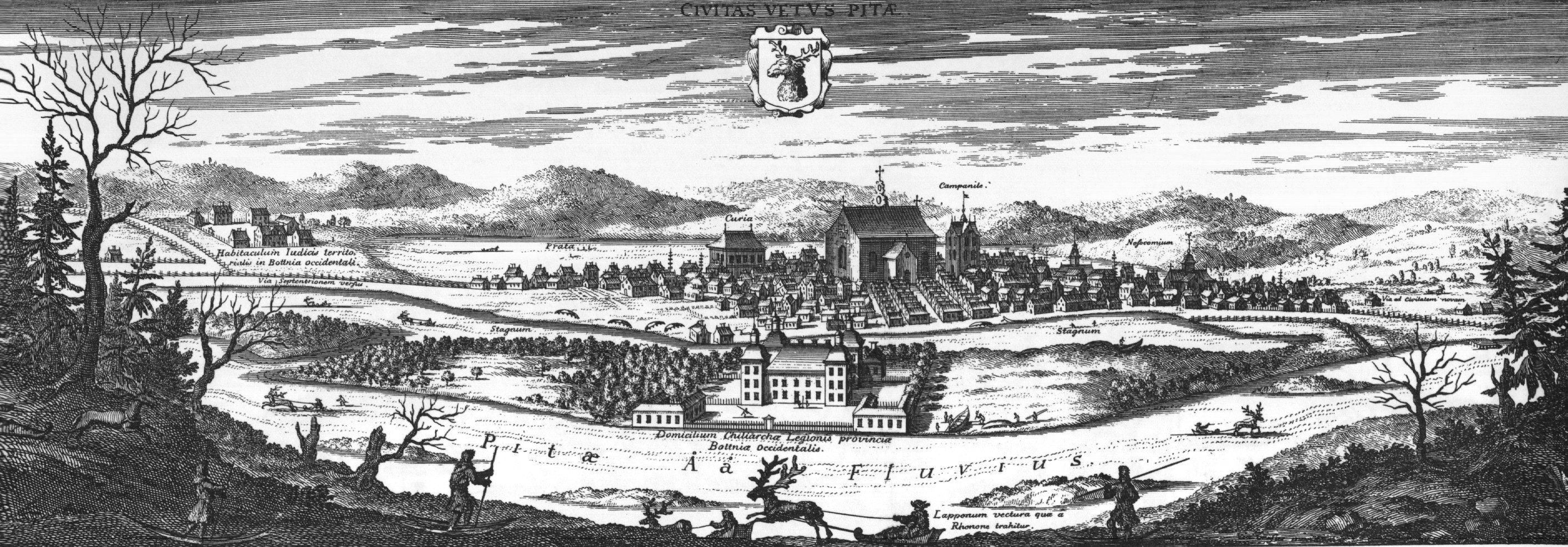
Öjebyn omkring 1690. Ur Suecia antiqua et hodierna.

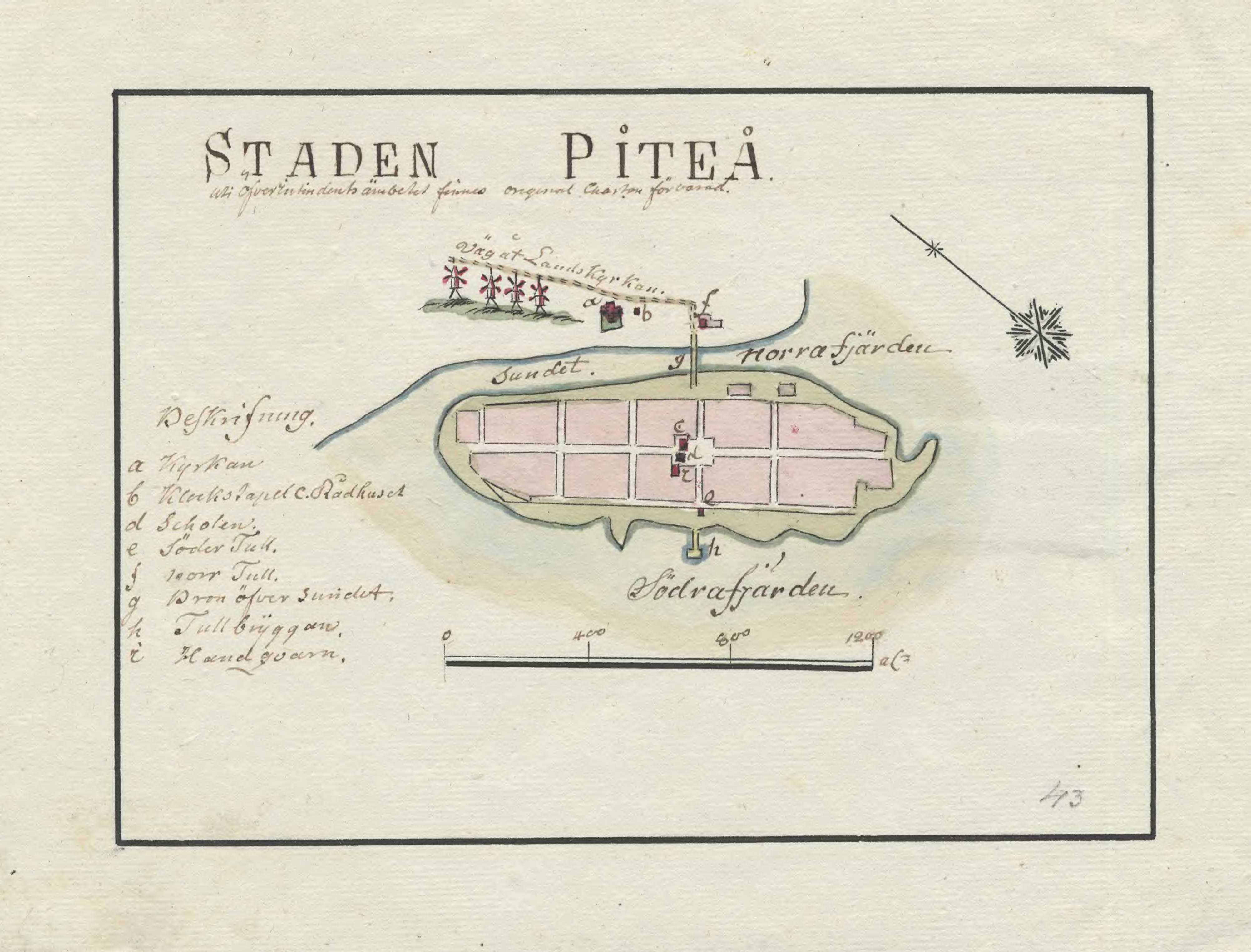
Karta över Piteå från 1790-talet

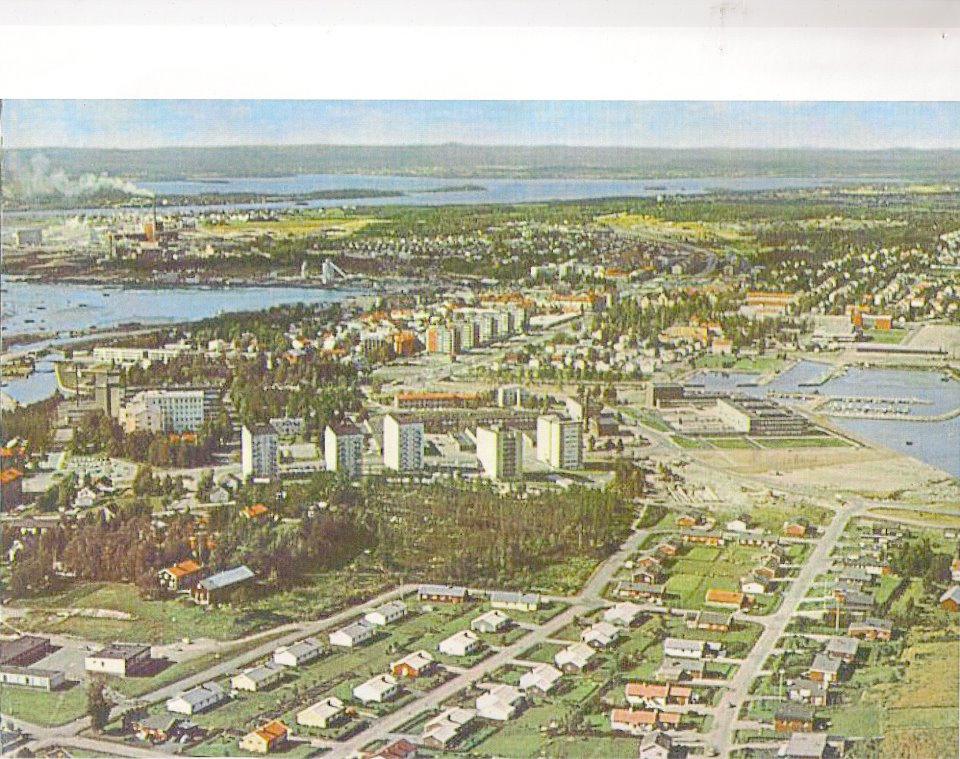
Piteå i juni 1968

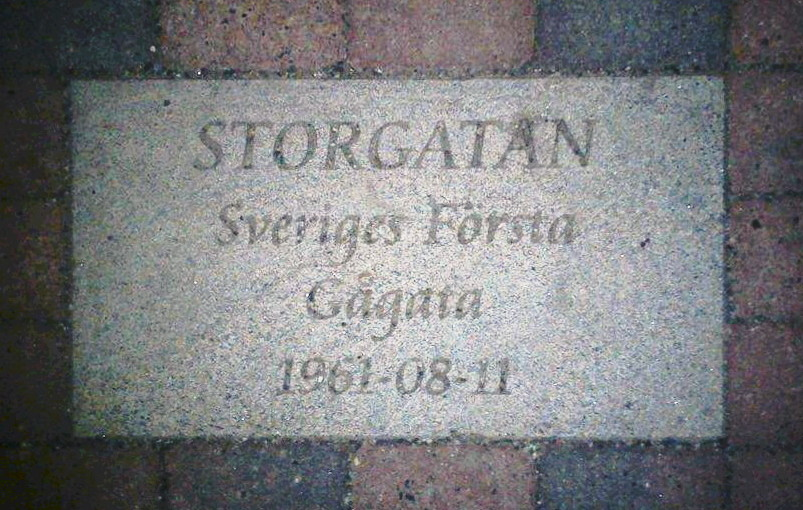
Minnesplatta över invigning av Gågatan i Piteå, som i augusti 1961 blev Sveriges första gågata.

Namnet Piteå ((in) Pitu 1339) kommer av Piteälven. Ändelsen -eå har troligen uppkommit genom en kompromiss mellan en ursprunglig ändelse -a (ackusativform -o) och en senare nominativformen som kommit att sluta på -e. Stavningen -eå kan då ses som en kompromiss mellan de båda vokalerna e och o. Stavningen har nog också påverkats av ordet å, som dialektalt även kan beteckna älvar.
Piteå låg under medeltiden vid nuvarande Öjebyn, där handel företogs med samerna i Pite lappmark. År 1620 fick Olof Bure i uppdrag att göra stadsplanerna för Norrland och Finland, och han borde därför vara upphovsman till den första stadsplanen över Piteå. Bevarade handlingar visar att det var oenighet om var staden skulle anläggas, och att Olof Bure tillstyrkte platsen där sockenkyrkan låg. Den första stadsbilden var triangulär med kyrkan i centrum, vilket gick stick i stäv mot dåvarande idéer (städer anlades alltid annars rektangulärt med gatorna i rutnätsmönster). Piteå fick sina stadsrättigheter 1621. Efter en stor brand i juli 1666 flyttades staden 1668 till sin nuvarande plats på Häggholmen, som hade ett bättre hamnläge. Många av de gamla husen i centrum är bevarade, och också 1600-talsrutnätsplanen är till sina huvuddrag fortfarande synlig i dagen stadsbild. 
1800-talet är ett sekel som för stadens del kännetecknas av expansion och industrialisering. Trä- och sågindustrierna skjuter upp i en väldig fart. Under Finska kriget härjades Piteå av ryska soldater i augusti 1809, och efter fredsavtalet i september samma år blev Piteå residensstad i Norrbottens län fram till 1856.
Vid 1900-talets början hade staden bara cirka 2 500 invånare. Järnvägen mellan Älvsbyn och Piteå öppnades 1915, vilket bidrog till en befolkningsökning. Förutom hamnen, som tidigt blev betydelsefull, har skogen varit en viktig tillgång och i Piteå finns både massa- och papperbruket Smurfit Kappa Piteå och flera sågverk, vilka expanderade kraftigt i början av 1900-talet.

### Administrativa tillhörigheter
Piteå stad  ombildades vid kommunreformen 1862 till en stadskommun. Delar av ortens bebyggelse kom att från tidigt befinna sig i Piteå socken/landskommun varur 1918 utbröts Hortlax socken/landskommun med del av ortens bebyggelse. Stadskommunen utökades 1967 och uppgick 1971 i Piteå kommun där Piteå sedan dess är centralort.
I kyrkligt hänseende tillhörde orten Piteå stadsförsamling och Piteå landsförsamling som 2010 gick samman i Piteå församling. Från 1918 tillhör även delar Hortlax församling.
Orten ingick till 1943 i domkretsen för Piteå rådhusrätt och därefter till 1971 i Piteå och Älvsby tingslag. Från 1971 till 2002 ingick Piteå i Piteå domsaga och orten ingår sedan 2002 i Luleå domkrets.

## Geografi

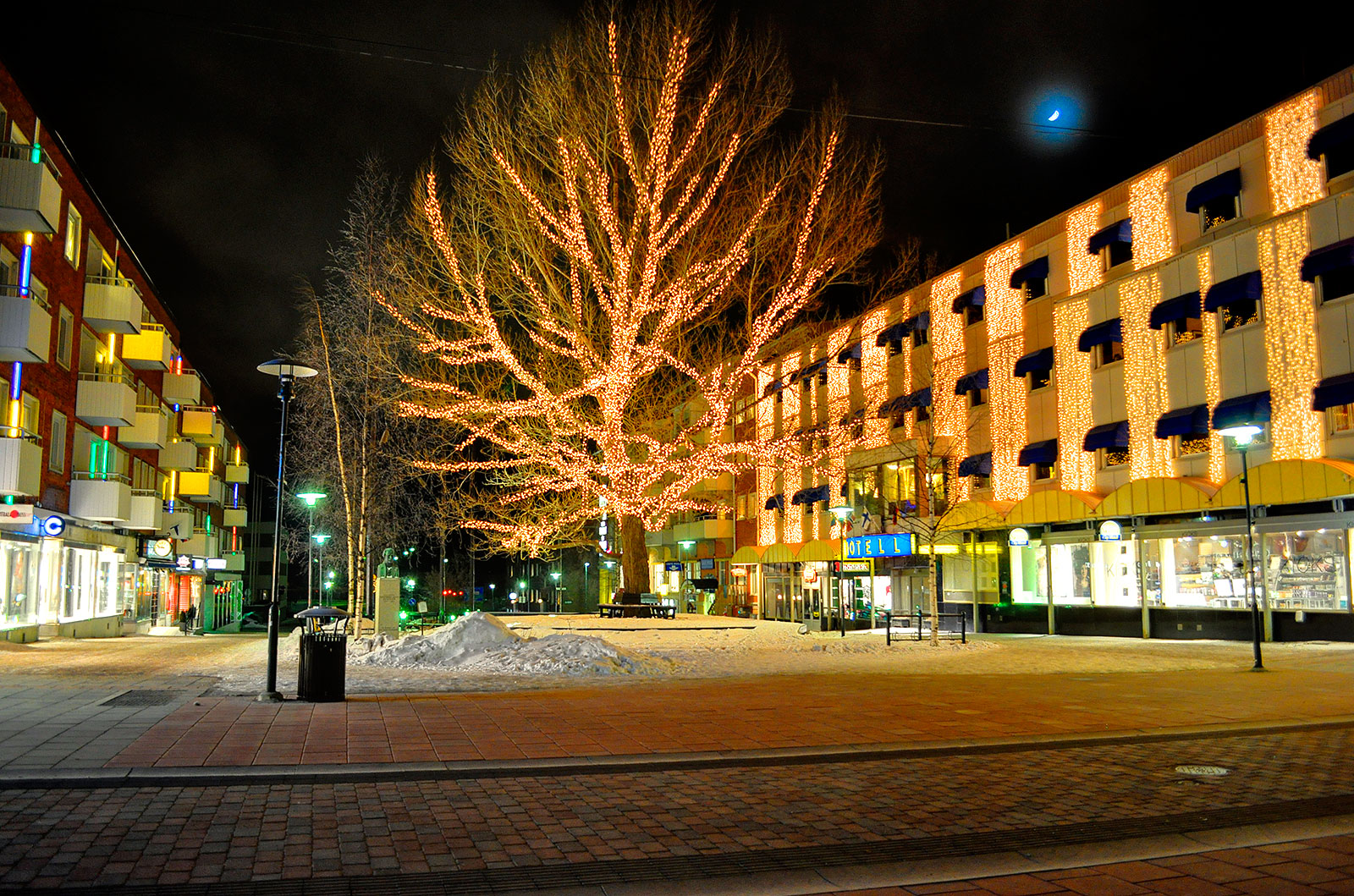
Centrala Piteå under vinterbelysning i februari 2009.

Efter branden i gamla staden i Öjebyn uppfördes den nya staden Piteå på Häggholmen. Uppbyggnaden startade 1667 och skedde efter en stadsplan som ritades centralt i Stockholm. Planen bildar en rektangel som lagts ut över hela holmens längd. En lång huvudgata löper genom staden och korsas av fyra korta tvärgator. Gatorna är jämnbreda och tecknar ett rätvinkligt rutnätsmönster som avgränsar tio rektangulära kvarter. Detta gatumönster finns i huvudsak bevarat än idag. 
På holmens högsta punkt lades ett kvadratiskt torg, som skapats genom inskärningar i fyra kvarter, så att gatorna korsas mitt på torget. Det kvadratiska rum som uppstod kringbyggdes med hus, så att torget blev ett slutet rum mitt i staden. Torget gav den lilla småstaden prägel av monumentalitet, symmetri och harmoni, egenskaper som eftersträvades i 1600-talets stadsplanekonst och som hade sina rötter i den europeiska renässansen. Rådhustorget i Piteå och Stora torget i Uppsala är de enda bevarade av typen med slutna hörn från 1600-talet. 
Piteå stadskyrka är stadens äldsta byggnad och byggdes 1684–1686, enligt traditionen av en byggmästare från Finland. Den är en korsformad timmerkyrka och kröns av en takryttare. Intill står en klockstapel byggd 1727. Kyrkan är den enda byggnad som finns kvar sedan stadens tidigaste historia. När Piteå brändes 1721 av ryska soldater, utplånades hela stadsbebyggelsen på Häggholmen. 
Piteås politiker har haft en ambition att behålla stadsbilden med en stadskärna fylld med mindre butiker, vilket gör att utbudet av större affärer är begränsat. Från Rådhustorget leder en gågata ner genom centrum mot busstationen. Den största parken i staden heter Badhusparken och ligger i utkanten av centrum, intill kanalen som skiljer Häggholmen från Pitholmen. På andra sidan kanalen återfinner man bland annat Piteå Älvdals Sjukhus, Strömbacka Gymnasieskola och stadshuset.
Staden är omgiven av vatten. Småbåtshamnen ligger på promenadavstånd norr om centrum, liksom mässområdet Nolia, vid Nördfjärden. Södra hamnen, vid Sörfjärden är ett vidsträckt parkområde med gästhamnsplatser.
Ungefär fem kilometer väster om centrum ligger Öjebyn, som också är platsen där Piteå tidigare låg. I dag har Öjebyn och Piteå vuxit ihop så att Öjebyn har blivit en stadsdel inom Piteå stad. Många små byar runt om Piteå har vuxit samman med staden och blivit stadsdelar. Exempel på detta är Bergsviken, Pitholm, Hortlax, Djupviken, Munksund och Skuthamn.

### Klimat
Piteå har ett subarktiskt klimat som påverkas både av Golfströmmen och den stora kontinenten i öster. Klimatet präglas av en lång och kall vinter och korta höstar och vårar. Sommaren är längre och relativt varm i synnerhet när den ryska stäppvärmen kommer in.
Värmerekordet inträffade år 1945 och ligger på 34,9 °C.
Norrbottenskusten är mindre utsatt för stormar än andra kuststräckor i Sverige.

## Ekonomi och infrastruktur

### Näringsliv
Två stora arbetsplatser är Smurfit Kappa Kraftliner alldeles nordväst om centrum och Munksunds pappersbruk i Munksund, lite åt sydost.

### Infrastruktur

#### Transporter

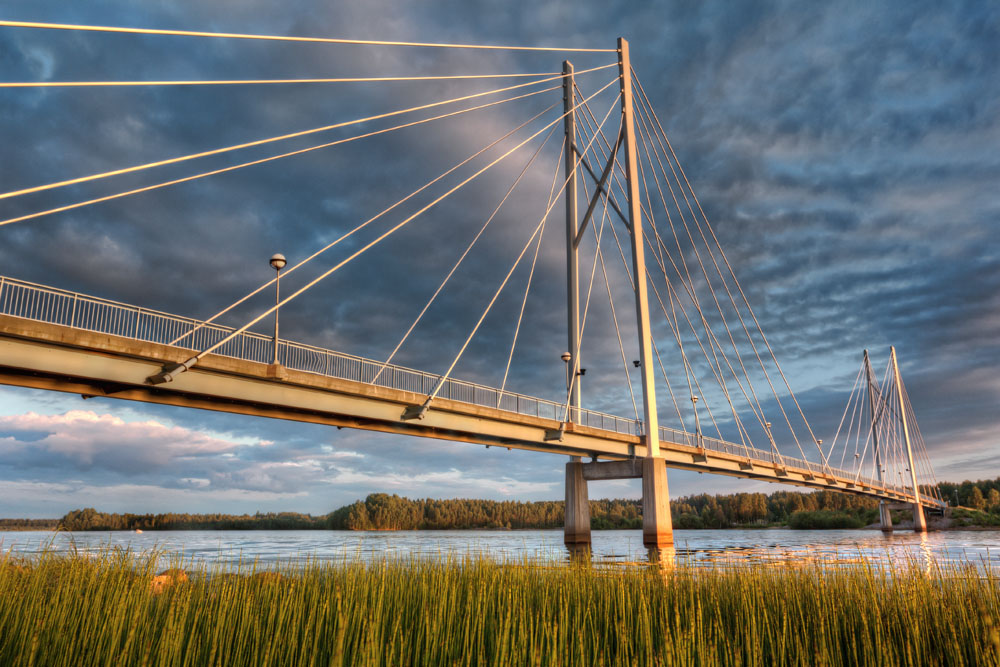
Öholmabron mellan Piteå och Bergsviken

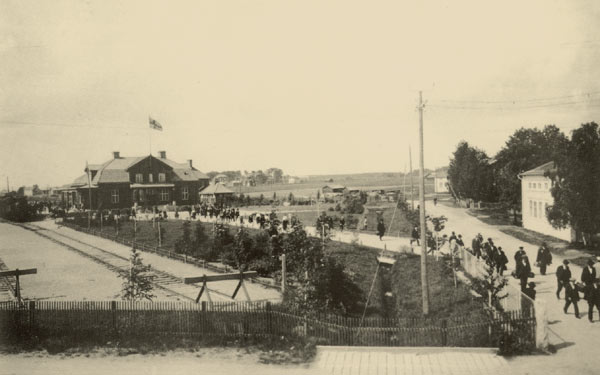
Piteå järnvägsstation, 1919.

E4:an passerar strax utanför staden. Från Piteå går långfärdsbussar till bland annat Stockholm.
Piteå har sedan 1915 järnvägsförbindelse via Piteåbanan med Älvsbyn, som är en station på Stambanan genom övre Norrland, sedan 1972 bedrivs dock bara godstrafik på banan. En ny järnväg, Norrbottniabanan planeras att byggas och gå igenom Piteå. Konsultföretaget Tyréns har fått i uppdrag att projektera planen för utformningen genom Piteå. Enligt nuvarande tidsplan är målet att läget för spårlinjen ska vara fastställd under 2026, och att starten för bygget skall kunna starta av en byggentreprenör år 2032.
Närmaste flygplatser är Luleå-Kallax flygplats  cirka 53 kilometer norrut och Skellefteå flygplats 98 km söderut. En mindre allmänflygplats finns också 15 kilometer nordväst om samhället i Långnäs, där Piteå Flygklubb bedriver verksamhet.
Lokaltrafiken körs sedan 2021 med eldrivna bussar i stadstrafiken. Operatören är Nobina.

#### Utbildning

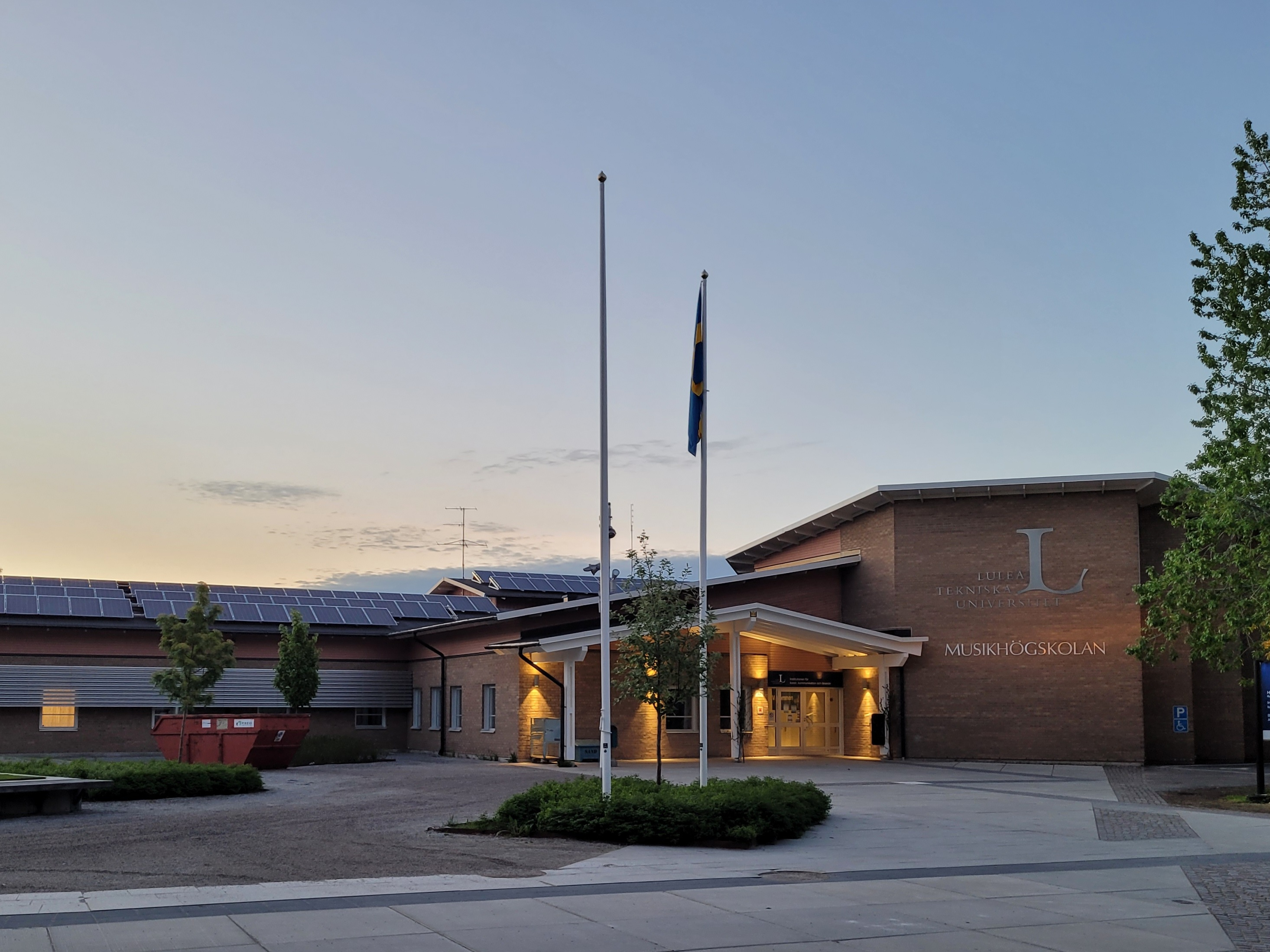
Huvudentrén på Musikhögskolan i Piteå, juni 2022.

Luleå tekniska universitet har en del av institutionen för konst, kommunikation och lärande (KKL) i Piteå i den byggnad som förr kallades för "Musikhögskolan i Piteå". Nu utbildas förutom musiker och musiklärare även till exempel ljudingenjörer och journalister vid KKL. Fortfarande kallas musikavdelningen vid institutionen oftast för "musikhögskolan" 
Energitekniskt centrum i Piteå bedriver forskning om bioenergi, förbränning och förgasning, och tillhör Umeå universitet och Luleå tekniska universitet.
Framnäs folkhögskola är belägen i Öjebyn. Strömbackaskolan är belägen i centrala Piteå. Grans naturbrukskola är belägen i Öjebyn.

## Befolkning

### Befolkningsutveckling
| Befolkningsutvecklingen i Piteå 1960–2020 | Befolkningsutvecklingen i Piteå 1960–2020 | Befolkningsutvecklingen i Piteå 1960–2020 | Befolkningsutvecklingen i Piteå 1960–2020 | Befolkningsutvecklingen i Piteå 1960–2020 |
| --- | ----------------------------------------- | ----------------------------------------- | ----------------------------------------- | ----------------------------------------- |
| |                                           |                                           |                                           |                                           |
| År |                                           |                                           | Folkmängd                                 | Areal (ha)                                |
| 1960 | 1960                                      |                                           | 8 181                                     | 464                                       |
| 1965 | 1965                                      |                                           | 10 447                                    | 704                                       |
| 1970 | 1970                                      |                                           | 15 067                                    |                                           |
| 1975 | 1975                                      |                                           | 16 169                                    |                                           |
| 1980 | 1980                                      |                                           | 16 068                                    |                                           |
| 1990 | 1990                                      |                                           | 17 727                                    | 1 757                                     |
| 1995 | 1995                                      |                                           | 22 402                                    | 2 483                                     |
| 2000 | 2000                                      |                                           | 22 152                                    | 2 483                                     |
| 2005 | 2005                                      |                                           | 22 650                                    | 2 487                                     |
| 2010 | 2010                                      |                                           | 22 913                                    | 2 480                                     |
| 2015 | 2015                                      |                                           | 23 067                                    | 2 352                                     |
| 2020 | 2020                                      |                                           | 23 934                                    | 2 385                                     |
| Anm.: Sammanvuxen med Norra Pitholm 1965, med Munksund 1970, med Degeränget 1990, med Öjebyn 1995. Svartudden utbruten 2015 och åter i tätorten 2020. Långskatan i tätorten från 2020 |                                           |                                           |                                           |                                           |

## Kultur
Pite havsbad intill Piteälvens mynning har en fem kilometer lång sandstrand, äventyrsbad, aktivitetcentrum och en stor camping. Pite havsbad har också en konferens- och nöjesanläggningar.
Fotbollsungdomar från hela världen kommer årligen till Piteå Summer Games. Den internationella dragracingtävlingen Midnight Sun International, lockar årligen tusentals motorentusiaster. Vartannat år är Piteå dessutom värd för Stora Nolia med ca 95 000 besökare och över 800 utställare.  
Gatufestivalen Piteå Dansar Och Ler (PDOL), som arrangerades för första gången redan på 1960-talet är med sina 120 000 besökare en av Sveriges största gatufestivaler. Piteås två shoppingcenter ligger längs gågatan. 
Piteå är känt för pitepalt, pitebornas "nationalrätt" och traditionerna runt den vårdas bland annat genom en paltakademi. I Öjebyn utanför Piteå finns vad som uppges vara världens enda Paltzeria.
Det finns ordböcker på pitemål utgivna. Det finns även många böcker om Piteås historia. Euskefeurats låt Kvad'n (Piteälva) brukar ses som "nationalsången".

### Musik
I Piteå finns ett av Sveriges äldsta storband, Roxy storband. Från Piteå kommer även Popsicle och folkrockbandet Euskefeurat med komikern Ronny Eriksson som frontman. Bo "Kasper" Sundström är uppvuxen i Piteå. 
Musikutbildningar bedrivs på Framnäs folkhögskola och musikhögskolan. Rockföreningen Ripp-Rock startades 1980 och hade som mest nära 500 medlemmar och 30 aktiva band. I spåren efter Ripp-Rock startades den stora gatufestivalen Piteå Dansar och Ler. Parallellt med denna finns musikfestivalen Festspelen i Piteå vilken är inriktad mest på klassisk musik. 
Vid Musikhögskolan i Piteå som är en del av Luleå tekniska universitet finns orgeln Orgel Acusticum. Orgeln ägs av Luleå tekniska universitet men är placerad i det kommunala konserthuset Studio Acusticum vilket till viss del hyrs av universitetet som undervisnings- och konsertlokaler. 

### Sport
Bland sportartiklar hittas:
- Lindbäck Byggs skidstadion
- LF Arena (Ishockeyhall,fotbollsarena och Friidrottsanläggning)
- PiteEnergi Arena (Friidrott)
- Norrmalmia sporthall (Bowlinghall i anslutning till sporthallen)
- Vallsberget alpinanläggning (vid Lindbäcksstadion)
- Hellströms Arena [racketsport]